# Parafia Nawiedzenia Najświętszej Maryi Panny w Dopiewie
Parafia Nawiedzenia Najświętszej Maryi Panny w Dopiewie – rzymskokatolicka parafia w Dopiewie, należąca do dekanatu komornickiego. Powstała w 1366 roku. Mieści się przy ulicy Poznańskiej.